# Carles I de Borbó (cardenal)
Carles I Borbó (22 de setembre de 1523 - 9 de maig de 1590), cardenal de Vendôme, va ser un príncep de sang de la casa de Borbó. Durant la seva carrera eclesiàstica, es va convertir en abat commendatari de més de vint abadies. L'acumulació d'aquests beneficis va fer d'ell un dels prínceps més rics d'Europa.
Tot i que no tenia caràcter ni intel·ligència, va ser una figura important en les guerres de religió. El 1585, la Lliga Catòlica el va imposar al rei Enric III com a hereu de la corona de França en lloc del seu nebot, el protestant Enric IV. Durant els estats generals de 1588 a Blois, va ser arrestat per ordre del rei. A la mort d'aquest últim, mentre segueix segrestat, és reconegut pels membres de la Lliga com a l'únic rei de França legítim. Va ser proclamat pel Parlament de París sota el nom de "Carles X" (1589). Va morir l'any següent a l'edat de seixanta-sis anys.

## Biografia

### Família
Va néixer 22 de setembre de 1523 a La Ferté-sous-Jouarre, fill de Carles IV, duc de Vendôme, i la seva dona, Françoise d'Alençon, duquessa de Beaumont. És el germà menor d'Antoni de Borbó, pare d'Enric IV. Renebot del cardenal Carles II de Borbó, és nebot del cardenal Lluís de Borbó de Vendôme i l'oncle del cardenal Carles II de Borbó.
Va tenir un fill il·legítim, Nicolas Poulain.

### Inicis de la carrera
Va començar la seva carrera com a clergue catedral de Meaux.
Bisbe electe de Nevers el 5 de juliol de 1540, dimití de la seu el 5 de maig de 1546. Transferit a Saintes el 23 de gener de 1544, dimití d'aquesta última seu el 19 de març de 1550.

### Cardenalat
Va ser creat cardenal al consistori celebrat el 9 de gener de 1548 pel Papa Pau III, i va rebre el títol de San Sisto el 25 de gener de 1549 Va participar en el conclave de 1549-1550 que va triar el Papa Juli III.
A la mort de Martí de Saint-André, va ser nomenat administrador del bisbat de Carcassona des del 9 de març de 1550 fins al 15 de desembre de 1553. Tornà a fer-se'n càrrec el 4 d'octubre de 1565, després de la mort de François de Faucon fins al 1567. El 3 d'octubre de 1550 va ser promogut a arquebisbe de Rouen. Ocuparia aquest càrrec fins a la seva mort. Al mateix temps, va ser nomenat abat comendatari de Saint-Ouen de Rouen.
El 1551, va ser nomenat tinent general del govern de París i de l'Île-de-France.
Participà en els conclaves de 1555 que elegiren Marcel II i Pau IV.
Va ser nomenat abat de l'abadia de Nostra Senyora de Tronchet de 1556 a 1558, de Corbie des de 1557 i de la abadia de Saint-Wandrille de 1569 a 1578, així com de l'abadia de Bourgueil.
No participà en el conclave de 1559 que elegeix Pius IV. El 15 de gener de 1561 esdevingué cardenal de San Crisogono.
Participa en els Estats Generals d'Orleans. Va assistir al Col·loqui de Poissy el 1561, organitzat per Michel de l'Hospital. A partir de 1562, esdevingué abat comendatari de Saint-Germain-des-Prés.
Va acompanyar en 1565 el rei Carles IX en el seu viatge a Baiona. Es convertí aquell any en legat papal a Avinyó. No participà en el conclave de 1565-1566 que va triar a Pius V.
El 26 d'agost de 1569 administrà el bisbat de Beauvais. Com a tal, es convertí en comte i par de França. Renuncià el 24 d'agost de 1575, en intercanvi amb Nicolas Fumée, abat de la Couture. Tampoc participà en el conclave de 1572, que elegí a Gregori XIII.
El 1573, els laics volien abolir els privilegis universitaris, però la intervenció del cardenal de Borbó, segons Julien Beré, salvaguardà aquests drets. El prelat, malgrat el seu títol de conservador apostòlic dels privilegis acadèmics va ser, però, un fort protector.
En 1574, es va convertir en abat commendatari de Jumièges. Presidí l'any 1580 l'Assemblea General del Clergat de França celebrada a Melun. No participa en el conclave de 1585 que elegeix Sixt V.
Va presidir el Concili de Rouen en 1581.

### Les guerres de religió

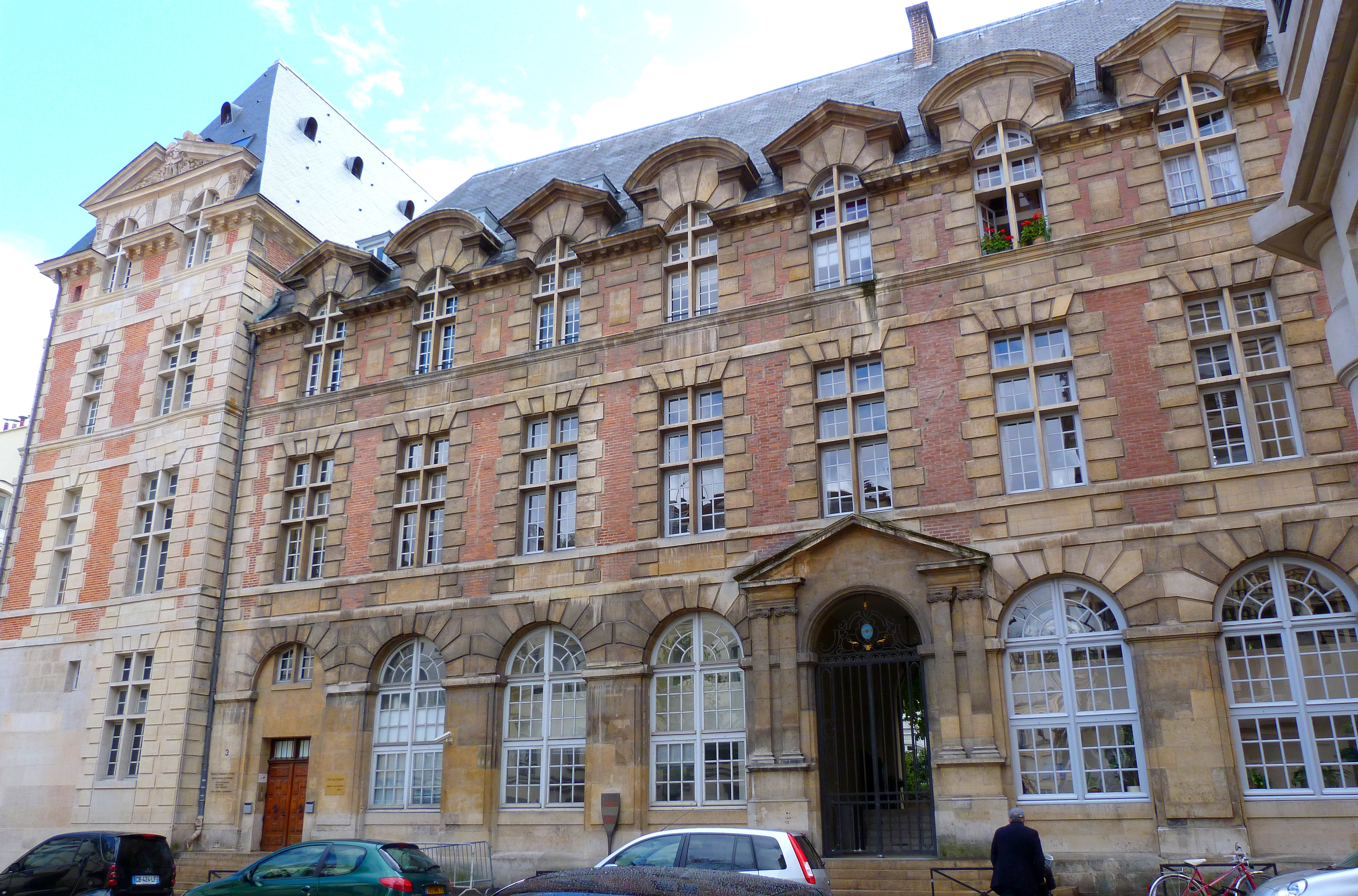
El palau que el cardenal de Borbó es va fer construir a l'abadia de Saint-Germain-des-Prés (París).

Durant les guerres de religió, es va dividir entre la seva fidelitat al Papa i la defensa de la seva família, en part convertida al protestantisme. Afavorí la lluita contra la nova religió i, de vegades, aconseguí tornar els prínceps de la seva família al catolicisme.
Ocupà una posició fràgil dins de la cort a causa del compromís dels seus germans amb la Reforma Protestant. Encara que recolzà activament la lluita contra els protestants, sempre tingué en compte la defensa dels interessos familiars contra altres cases rivals (els Guisa i els Montmorency). Quan el seu germà el príncep de Condé va ser arrestat per ordre personal de Francesc II, s'agenollà als peus del rei per implorar la seva clemència (1560). Molt adherit a la religió tradicional, tenia des de feia temps l'esperança de retornar els membres de la seva família al catolicisme. Va tenir èxit amb el seu germà el rei de Navarra, i després de la massacre de Sant Bartomeu amb els fills més joves del Príncep de Condé.
Assidu a la vida cortesana per la seva condició de príncep de sang, sempre estava situat al capdavant a les cerimònies importants. La seva presència en el Consell Reial era una garantia de legitimitat per a un govern que no tenia reconeixement. Igual que els altres Borbons catòlics (La Roche-sur-Yon i Montpensier), era familiar de la reina Caterina.Un home feble i amb una reputació de ment simple, a la reina-mare li agradava utilitzar-lo. Sovint el portà en els seus viatges, sobretot per servir de contacte privilegiat amb els prínceps rebels de la seva família.
El 18 d'agost de 1572 fou ell qui casà Enric de Navarra i  Margarida de Valois a Notre-Dame de París.
Va ser el primer comendador de l'orde de l'Esperit Sant, durant la primera promoció de 31 de desembre de 1578.
El 13 de març de 1580 va consagrar arquebisbe-duc de Reims Lluís II de Lorena, cardenal de Guisa.

### El rei Carles X de la Lliga
El 1584, després de la mort del duc Francesc d'Anjou, els membres de la Lliga van considerar el cardenal com l'hereu del tron de França, excloent de la successió tots els protestants.
En 1588, durant la segona assemblea dels Estats Generals celebrada a Blois, Enrique III el va arrestar. Va ser empresonat al principi a Tours i després a Fontenay-le-Comte. Després de l'assassinat d' Enrique III en 1589, elduc de Mayenne el proclamà rei de França amb el nom de Carles X. El 5 de març de 1590 el Parlament de París feu un judici on se'l reconegué com el legítim rei de França. Durant aquest període, quan encara era presoner al castell de Frontenay, envià una carta al seu nebot, Enrique IV, on el reconeixia com a rei legítim.
Va morir el 9 de maig de 1590. Les seves cendres descansen en la tomba de la família a l'església de la cartoixa de Nostra Senyora de la Bona Esperança, que havia fundat el 1653. El monestir es va cremar en 1764, i la llosa de marbre que cobria la seva tomba es traslladà a l'església de Saint-Georges d'Aubevoye, on és visible avui dia.

## Conclaves
Durant el seu període de cardenalat, Carles de Borbó-Vendôme va participar en els següents conclaves: 
- 1549-1550, que elegí Juli III
- abril de 1555, que elegí Marcel II
- maig de 1555, que elegí Pau IV

I no va participar en els conclaves de:
- 1565-1566, que elegí Pius V
- 1572, que elegí Gregori XIII
- 1585, que elegí Sixt V